# CD Cobreloa
Club de Deportes Cobreloa är en chilensk fotbollsklubb från staden Calama i norra Chile. Cobreloa grundades den 7 januari 1977 efter att amatörklubben "Deportes Loa" ombildats till en professionell fotbollsklubb. Klubben spelar sina hemmamatcher på Estadio Municipal de Calama som tar strax över 20 000 åskådare vid fullsatt. Namnet "Cobreloa" kommer ursprungligen från två ord, nämligen orden "cobre" och "loa". Cobre betyder koppar och det har man valt att använda eftersom Chiles största (och även en av världens största) kopparutvinning Chuquicamata finns i området. Loa kommer från namnet på områdets stora flod som rinner genom Atacamaöknen. Klubbens främsta rivaler är Colo-Colo från Santiago, men rivalitet finns även med andra lag från norra Chile (som till exempel Deportes Antofagasta, Deportes Iquique och Cobresal).

## Historia
Cobreloa började med att spela i den näst högsta divisionen 1977, Segunda División, och Cobreloa hamnade på en fjärdeplats, vilket innebar en plats i uppflyttningskvalet. I uppflyttningskvalet ställdes laget mot Santiago Morning, Santiago Wanderers och Malleco Unido och hamnade på en andraplats och gick därmed upp i Primera División 1978. Den första säsongen i den högsta serien slutade med en andraplats, fyra poäng efter Club Deportivo Palestino. Även säsongen 1979 kom Cobreloa tvåa innan klubben vann sin första titel säsongen 1980. I och med titeln deltog klubben i Copa Libertadores 1981, där klubben lyckades gå ända till final men förlorade mot Flamengo från Brasilien i finalen.
I Primera División 1981 kom klubben tvåa efter Colo-Colo, men lyckades kvalificera sig för Copa Libertadores 1982 genom att vinna Liguilla Pre-Libertadores. Även 1982 lyckades Cobreloa ta sig till final i Copa Libertadores, men förlorade där mot Peñarol från Uruguay. Samma år vann Cobreloa däremot Primera División och tog sin andra mästerskapstitel, fem år efter klubbens bildande. Framgångarna på åttiotalet fortsatte med en seger i ligan 1985 och 1988 samt även Copa Chile 1986.

## Meriter
- Primera Division
  - Vinnare (8): 1980, 1982, 1985, 1988, 1992, 2003-A, 2003-C, 2004-C
- Copa Chile
  - 1986
- Copa Libertadores
  - Finalist (2): 1981, 1982